# بروة العقارية
بروة العقارية هي شركة قطرية مساهمة مدرجة في سوق الدوحة للاوراق المالية وتعمل شركة بروة في مجال الاستثمار العقاري والمالي وتتفرع منها عدة شراكة عالمية ومحلية حيث تمتلك شركة بروة العقارية كلاً من شركة بروة الدولية وبروة لوكسمبروغ وبروة الهند وغيرها من الشركات التي تتفرع من شركة بروة التي تعتبر شركة مساهمة تمتلك الجزء الأكبر من اسهمها شركة الديار القطرية والبقية لمستثمرين افراد وشركات.

## مشاريع بروة
- بروة السد
- بروة الشارع التجاري
- بروة مساكن مسيمير
- بروة مساكن السيلية
- قرية بروة
- مدينة بروة

## المشاريع الخارجية
- مشروع نورث رو لندن
- مشروع كافنداش لندن
- مشروع اوتوماري تركيا

## رسالة المجموعة
منذ أن تأسست مجموعة بروة العقارية عام 2005 أصبحت واحدة من الشركات الرائدة في دولة قطر في المجالات العقارية والاستثمارية، حيث ترتكز رسالة المجموعة على المساهمة في التنمية المستدامة لدولة قطر من خلال الاستثمار في مجال الأعمال والخدمات ونقل الخبرات.
منذ نشأتها لعبت مجموعة بروة العقارية دورًا هاماً كمساهم فعال في تحقيق خطط التنمية الطموحة التي رسمها حضرة صاحب السمو الشيخ حمد بن خليفة آل ثاني، أمير البلاد المفدى، في رؤية قطر الوطنية 2030 التي تهدف إلى بناء دولة حديثة قائمة على تنويع مصادر الاقتصاد بما يفيد الأجيال القادمة.
رغم تاريخها التشغيلي القصير، تحولت مجموعة بروة العقارية من العمل في مجال العقارات، إلى مجال الأعمال الدولية المتنوعة من خلال العديد من الاستثمارات في مجال التطوير العقاري في دولة قطر وخارجها بالمشاريع العقارية الدولية وخدمات الأعمال، إلى جانب خدمات البنية التحتية والخدمات المالية.
تحظى مجموعة بروة العقارية بسجل حافل من المشاريع المحلية المتنوعة التي يتم تنفيذها على أعلى مستوى. وبالرغم من تركز أنشطة أعمالها الرئيسية في قطر، إلا أنها تمتلك قاعدة كبيرة من الاستثمارات والعمليات التشغيلية إقليمياً ودولياً.
أصبحت مجموعة بروة العقارية في الوقت الحالي أكبر شركة عقارية في دولة قطر في مجال المشاريع العقارية التنموية، كما حققت المجموعة أصولاً بقيمة إجمالية قدرها 50,239,531 مليار ريال قطري مع نهاية عام 2012 .

## روابط ذات صلة
- موقع بروة العقارية
- شركة بيتي مول العقارية
- موقع عقارات الكويت